# Harry Potter và Chiếc cốc lửa (phim)
Harry Potter và Chiếc cốc lửa (tựa gốc tiếng Anh: Harry Potter and the Goblet of Fire) là một bộ phim giả tưởng năm 2005 của đạo diễn Mike Newell và được phát hành bởi Warner Bros. Pictures, dựa trên cuốn tiểu thuyết cùng tên năm 2000. Được sản xuất bởi David Heyman và do Steve Kloves viết kịch bản, đây là phần tiếp theo của Harry Potter và tên tù nhân ngục Azkaban (2004) và là phần thứ tư trong loạt phim Harry Potter. Phim có sự tham gia của Daniel Radcliffe trong vai Harry Potter, cùng với Rupert Grint và Emma Watson trong vai những người bạn thân nhất của Harry là Ron Weasley và Hermione Granger tương ứng. Câu chuyện của nó kể về năm thứ tư của Harry tại Hogwarts khi cậu được Chiếc cốc lửa chọn để thi đấu trong Giải đấu Tam Pháp thuật.
Chụp ảnh chính bắt đầu vào đầu năm 2004, và bộ phim được công chiếu trên toàn thế giới vào ngày 18 tháng 11 năm 2005. Năm ngày sau khi phát hành, phim đã thu về hơn 102 triệu đô la Mỹ tại phòng vé Bắc Mỹ, cao thứ ba trong tuần đầu tiên cho một bộ phim Harry Potter sau Harry Potter và Bảo bối Tử thần – Phần 1 và Phần 2. Chiếc cốc lửa đã gặt hái thành công vang dội tại phòng vé, thu về 896 triệu đô la trên toàn thế giới, là phim có doanh thu cao nhất năm 2005 và là phim có doanh thu cao thứ sáu trong loạt phim.
Bộ phim đã được đề cử cho Giải Oscar cho Thiết kế sản xuất Xuất sắc nhất, và giành Giải BAFTA cho Thiết kế Sản xuất Xuất sắc nhất. Chiếc cốc lửa là bộ phim thứ hai trong loạt phim được phát hành dưới định dạng IMAX. Bộ phim là một trong những phần được đánh giá tốt nhất trong loạt phim, được ca ngợi về mức độ trưởng thành và tinh tế hơn của các nhân vật, câu chuyện, giọng điệu, kịch bản và diễn xuất của các diễn viên chính. Phần tiếp theo của phim là Harry Potter và Hội Phượng hoàng, phát hành vào năm 2007.

## Nội dung
Harry Potter có một cơn ác mộng trong đó một người chăm sóc Muggle bị sát hại sau khi nghe lỏm được âm mưu của Chúa tể Voldemort, Peter Pettigrew và một người đàn ông khác mà Harry không nhận ra. Harry, cùng với nhà Weasley, Hermione, Cedric và Amos Diggory tham dự World Cup Quidditch. Sau trận đấu, Tử thần Thực tử tấn công giải đấu và người đàn ông trong cơn ác mộng của Harry sử dụng Dấu ấn Hắc ám.
Tại Hogwarts, Giáo sư Dumbledore thông báo rằng trường sẽ tổ chức Giải đấu Tam Pháp thuật cùng với Học viện Durmstrang từ Bắc Âu và Học viện Beauxbatons từ Pháp. Một học sinh từ mỗi trường sẽ được chọn bởi Chiếc cốc lửa để tham gia, học sinh dưới 17 tuổi không đủ điều kiện tham gia giải đấu. Fleur Delacour được chọn là Nhà vô địch từ Beauxbatons, Viktor Krum được chọn từ Durmstrang, và Cedric Diggory được chọn từ Hogwarts. Chiếc cốc lửa sau đó chọn Harry là Nhà vô địch thứ tư, gây ra nhiều sự hiểu nhầm. Nhiều học sinh tin rằng Harry đã gian lận và Ron xa lánh cậu, đau đớn rằng Harry đã không thông báo cho cậu khi cậu dường như tự mình bước vào.
Đối với nhiệm vụ đầu tiên, Nhà vô địch phải thu thập một quả trứng bằng cách vượt qua một con rồng. Giáo sư Moody, giáo viên mới của Phòng chống Nghệ thuật Hắc ám, khuyên Harry về cách làm điều này, gợi ý rằng Harry có thể sử dụng đũa phép để triệu hồi cán chổi của mình. Tất cả bốn nhà vô địch đều thu thập trứng của họ. Ron làm hòa với Harry sau khi thấy nhiệm vụ đầu tiên nguy hiểm như thế nào. Vào lễ Giáng sinh, trường tổ chức Dạ vũ Giáng sinh – Harry và Ron không thể đến đúng ngày mong muốn, và do đó lần lượt đi với Parvati và Padma Patil; trong khi Hermione đi với Viktor. Cedric khuyên Harry nên sử dụng phòng tắm của Quận trưởng để lấy manh mối cho nhiệm vụ thứ hai bằng cách sử dụng quả trứng.
Đối với nhiệm vụ thứ hai, các nhà vô địch phải cứu ai đó có giá trị đối với họ khỏi Hồ Đen: Harry phải cứu Ron, Cedric phải cứu Cho, Viktor phải giải cứu Hermione, và Fleur phải cứu em gái của cô. Neville Longbottom đưa cho Harry cỏ mang cá để giúp thở dưới nước. Cedric về nhất và Harry được trao vị trí thứ hai sau khi anh cứu không chỉ Ron mà cả em gái của Fleur sau khi Fleur rút khỏi nhiệm vụ. Sau đó, Harry tìm thấy thi thể vô hồn của Barty Crouch Sr, một quan chức Bộ Pháp thuật, trong Khu rừng Cấm. Sau đó cậu vào văn phòng của Dumbledore, nơi cậu bước vào một Chậu Tưởng ký, nơi cậu chứng kiến một phiên tòa trước đó của Igor Karkaroff, hiệu trưởng hiện tại của Durmstrang, trong lần sụp đổ đầu tiên của Voldemort. Karkaroff được yêu cầu nêu tên những kẻ đã phục vụ Voldemort – hắn cho rằng có Severus Snape, người được cụ Dumbledore cam đoan. Karkaroff sau đó khai ra Barty Crouch Jr, con trai của Crouch Sr, người đang chủ trì phiên tòa. Harry nhận ra Crouch Jr. từ cơn ác mộng của mình.
Đối với nhiệm vụ thứ ba, các nhà vô địch phải điều hướng một mê cung rộng lớn để đến được Cúp Tam Pháp thuật ở trung tâm của nó. Harry và Cedric đến được chiếc Cúp sau đó nhận ra đó là một con Khóa Cảng đang chở họ đến một nghĩa địa. Pettigrew giết Cedric theo lệnh của Voldemort. Sau đó, hắn hồi sinh Voldemort, kẻ đã triệu hồi các Tử thần Thực tử của mình. Voldemort cố gắng sử dụng Lời nguyền Giết chóc lên Harry nhưng lời nguyền sau đó đã làm chệch hướng nó – bóng ma của những nạn nhân trước đây của Voldemort xuất hiện và đánh lạc hướng Voldemort đủ lâu để Harry sử dụng Chiếc cúp để trở về Hogwarts với xác của Cedric.
Harry thông báo cho cụ Dumbledore rằng Cedric đã bị Voldemort sát hại. Harry bị Moody kéo đến văn phòng của ông – cậu bị sốc khi biết rằng Moody là người đã điền tên cậu vào Giải đấu và hướng dẫn cậu để đảm bảo sự trở lại của Voldemort. Trước khi Moody định giết Harry, Dumbledore, Snape và Minerva McGonagall đã khuất phục Moody. Sử dụng Thuốc thành thật, họ biết được rằng họ đã thực sự bắt được Barty Crouch Jr đang đóng giả Moody bằng Thuốc Đa dịch, trong khi Moody thật bị giam trong một chiếc rương ma thuật. Crouch Jr được gửi trở lại Azkaban.
Vào cuối học kỳ, Dumbledore thông báo rằng Cedric đã bị Voldemort sát hại, mặc dù Bộ phủ nhận những tuyên bố này. Harry thông báo cho cụ Dumbledore về cuộc gặp gỡ của mình với Voldemort và cụ Dumbledore mô tả nó là Phép Hồi ngược. Cuối cùng, ba ngôi trường chia tay nhau với Harry, Ron và Hermione đồng ý rằng mọi thứ sẽ thay đổi.

## Diễn viên
- Daniel Radcliffe trong vai Harry Potter: Một phù thủy người Anh 14 tuổi nổi tiếng vì sống sót sau khi cha mẹ mình bị giết dưới tay của phù thủy hắc ám độc ác Chúa tể Voldemort khi còn là một đứa trẻ, hiện đang bước vào năm thứ tư tại Trường Phù thủy và Pháp sư Hogwarts.[6]
- Rupert Grint trong vai Ron Weasley: Bạn thân nhất của Harry tại Hogwarts và là thành viên trẻ hơn của gia đình phù thủy Weasley.[6]
- Emma Watson trong vai Hermione Granger: Bạn thân khác của Harry và là bộ não của nhóm ba người bạn.[6]
- Robbie Coltrane trong vai Rubeus Hagrid: Người gác cổng và giáo viên Chăm sóc Sinh vật Huyền bí tại Hogwarts.[7]
- Ralph Fiennes trong vai Chúa tể Voldemort:
Một phù thủy hắc ám có ý định chinh phục Thế giới Phù thủy và là thủ lĩnh của Tử thần Thực tử.[8] Fiennes nhận xét về sự khó khăn khi đóng vai một người là "bản chất của cái ác" và thảo luận về việc trao nhân tính cho Voldemort để anh ta trở nên "sâu sắc, thực sự xấu xa", lấy lý do tuổi thơ bất hạnh của nhân vật là nhiên liệu cho "sự tức giận, ghen tị và hận thù”.[9] Ông và đạo diễn Mike Newell quan tâm đến việc khám phá "tâm trạng thay đổi bất ngờ" của nhân vật.[10] Newell trích dẫn khả năng của Fiennes để đóng vai "một nhân vật phản diện thực tế và đáng sợ" thay vì "một bức tranh biếm họa đơn giản" như một lý do cho việc tuyển chọn của anh ấy.[11]
- Michael Gambon trong vai Albus Dumbledore:
Hiệu trưởng trường Hogwarts và là một trong những pháp sư vĩ đại nhất mọi thời đại.[12] Gambon nhận xét về trạng thái của nhân vật trong phim: "Cụ Dumbledore không còn kiểm soát được nữa và ông ấy sợ hãi."[10] Newell đã so sánh màn trình diễn của Gambon với sự lặp lại của Richard Harris trong các bộ phim trước đó, cho thấy nhân vật này là "sai lầm và không toàn năng" và "không đủ chứ không phải là siêu phù hợp."[13]
- Brendan Gleeson trong vai Alastor "Mắt Điên" Moody:
Một cựu thần sáng nổi tiếng được cụ Dumbledore bổ nhiệm làm giáo viên Phòng thủ Chống lại Nghệ thuật Hắc ám mới tại Hogwarts.[14] Ray Winstone ban đầu được mời đóng vai này nhưng đã từ chối.[15][16] Gleeson gọi Moody là "một tay súng với cây đũa phép", người có "những vết thương lớn đã khiến anh ta bị tổn thương rất nhiều." Heyman nhận thấy Gleeson mang lại "sự cân bằng tuyệt vời giữa sự hung dữ và hài hước" cho cái mà ông gọi là một "nhân vật phức tạp, đầy thử thách". Mặc dù chủ yếu thời lượng trên màn ảnh của ông ấy là Barty cải trang thành Mắt Điên, Gleeson cũng đã đóng vai Mắt Điên thật ở cuối phim.[17]
- Jason Isaacs trong vai Lucius Malfoy: Cha của Draco và là cựu học sinh Hogwarts của Nhà Slytherin. Hắn cũng là một thành viên của Tử thần Thực tử.[18]
- Gary Oldman trong vai Sirius Black: Cha đỡ đầu của Harry, người đã trốn thoát khỏi Azkaban sau khi bị giam cầm sai trái trong mười hai năm và hiện là một kẻ chạy trốn.[19]
- Alan Rickman trong vai Severus Snape: Giáo viên Độc dược tại Hogwarts và là người đứng đầu Nhà Slytherin.[20]
- Maggie Smith trong vai Minerva McGonagall: Phó Hiệu trưởng trường Hogwarts, giáo viên môn Biến hình tại Hogwarts và là người đứng đầu Nhà Gryffindor.[20]
- Timothy Spall trong vai Peter Pettigrew: Thành viên của Tử thần Thực tử đã phản bội cha mẹ của Harry để đến với Voldemort.[18]

Một số diễn viên của bộ phim trước đã đóng lại vai diễn của họ trong Chiếc cốc lửa. James và Oliver Phelps đóng vai Fred và George Weasley, anh em sinh đôi của Ron, và Bonnie Wright đóng vai em gái Ginny của họ, trong khi Mark Williams đóng vai cha của họ, Arthur Weasley. Tom Felton đóng vai Draco, con trai của Lucius Malfoy, đối thủ của Harry ở Nhà Slytherin, trong khi Jamie Waylett và Joshua Herdman xuất hiện trong vai Crabbe và Goyle, tay sai của Draco. Matthew Lewis, Devon Murray và Alfred Enoch lần lượt đóng vai Neville Longbottom, Seamus Finnigan và Dean Thomas, ba học sinh nhà Gryffindor cùng năm với Harry. David Bradley xuất hiện trong vai Argus Filch, người chăm sóc của Hogwarts, và Warwick Davis trở lại với tư cách là Giáo sư Filius Flitwick, bây giờ sử dụng dáng vẻ được sử dụng khi Davis đóng vai chỉ huy của Đội hợp xướng Hogwarts trong phần phim trước. Shirley Henderson thể hiện vai diễn Myrtle khóc nhè, một hồn ma của trường Hogwarts, và Robert Hardy trở lại với tư cách là Cornelius Fudge, Bộ trưởng Bộ Pháp thuật.
Robert Pattinson thay thế diễn viên / diễn viên đóng thế Joe Livermore trong vai nhà vô địch Hogwarts Cedric Diggory, người đã xuất hiện ngắn ngủi trong phần trước trong một chuỗi Quidditch. Jeff Rawle xuất hiện với tư cách là cha của Cedric, Amos. David Tennant vào vai Barty Crouch Jr., một Tử thần Thực tử, và Roger Lloyd-Pack đóng vai cha của hắn là Barty Crouch Sr., người đứng đầu Cục Hợp tác Pháp thuật Quốc tế. Katie Leung xuất hiện trong vai Cho Chang, một học sinh Nhà Ravenclaw và là mối tình của Harry. Clémence Poésy đóng vai nhà vô địch Beauxbatons Fleur Delacour, trong khi Stanislav Ianevski vào vai nhà vô địch Durmstrang và ngôi sao Quidditch Viktor Krum. Miranda Richardson đóng vai phóng viên Nhật báo Tiên tri Rita Skeeter. Predrag Bjelac xuất hiện trong vai Igor Karkaroff, Hiệu trưởng của Durmstrang và là một cựu Tử thần Thực tử, trong khi Frances de la Tour đóng vai Olympe Maxime, Hiệu trưởng của Beauxbatons. Shefali Chowdhury và Afshan Azad lần lượt đóng vai Parvati và Padma Patil, những người hẹn hò Harry và Ron ở Dạ vũ Giáng sinh. Eric Sykes xuất hiện trong vai Frank Bryce, người chăm sóc tại ngôi nhà của gia đình Riddle. John Hurt ban đầu xác nhận trong một cuộc phỏng vấn với Empire rằng anh sẽ đóng lại vai Garrick Ollivander như một phần của hợp đồng bốn phim, nhưng các cảnh của ông đã bị cắt.

## Sản xuất

### Phát triển
Chris Columbus, đạo diễn Harry Potter và Hòn đá Phù thủy (2001) và Harry Potter và Phòng chứa Bí mật (2002), ban đầu nghĩ về việc trở lại đạo diễn bộ phim chuyển thể từ Harry Potter và chiếc cốc lửa trong khi sản xuất Harry Potter và Tù nhân Azkaban (2004), nhưng cuối cùng đã từ chối vì các con anh muốn dành thời gian với anh như một gia đình. Ngoài ra, họ muốn quay trở lại Hợp chủng quốc Hoa Kỳ để gặp bạn bè sau khi chuyển đến Anh cho hai bộ phim đầu tiên. Sau khi đọc ba cuốn sách đầu tiên, Columbus đã nhận thấy giai điệu ngày càng tối hơn của câu chuyện, tác giả hàng đầu J.K. Rowling để đưa cho anh ấy, nhà sản xuất David Heyman và nhà biên kịch Steve Kloves bản sao của một bản thảo khổng lồ về kế hoạch của cô ấy cho Chiếc cốc lửa trước khi nó được xuất bản, để họ có thể chuẩn bị cho mình trong điều kiện quay từng bộ phim tiếp theo. M. Night Shyamalan được mời làm đạo diễn cho bộ phim nhưng anh ấy hứng thú hơn với việc thực hiện một bộ phim chuyển thể từ Life of Pi . Đạo diễn phim người Anh Mike Newell được chọn chỉ đạo bộ phim sau khi đạo diễn Alfonso Cuarón của Prisoner of Azkaban đã thông báo rằng anh ấy sẽ chỉ có thể đạo diễn một bộ phim Harry Potter. Trong một tuyên bố giải thích về việc chuyển đổi đạo diễn, nhà sản xuất loạt phim Heyman cho biết:
Khi Alfonso quyết định tập trung hoàn thành Harry Potter và Tên tù ngục Azkaban, chúng tôi phải đối mặt với nhiệm vụ khó khăn là tìm một đạo diễn để xử lý những thử thách phức tạp của  Harry Potter và Chiếc cốc lửa và theo bước chân của Chris Columbus và Alfonso Cuarón. Công việc đa dạng và phong phú của Mike cho thấy anh ấy là sự lựa chọn hoàn hảo. Anh ấy đã làm việc với trẻ em, làm cho chúng tôi cười, và cho chúng tôi ngồi trên mép ghế của chúng tôi. Anh ấy tuyệt vời với các diễn viên và thấm nhuần tất cả các nhân vật của anh ấy, tất cả các bộ phim của anh ấy, với tính nhân văn cao cả. Tôi rất vui.

Công việc viết kịch bản bắt đầu vào tháng 4 năm 2003. Heyman cho rằng quá trình tiền sản xuất của Chiếc cốc lửa quá dài đối với một bộ phim duy nhất. Anh ấy nói, "Chúng tôi sẽ quay nó thành một và xem nó kết thúc như thế nào. Nếu quá dài thì chúng tôi sẽ chia nó thành hai". Kloves, nhà văn của các phần trước , được trả lại cho Chiếc cốc lửa. Khi chuyển thể cuốn sách 636 trang thành một bộ phim dài duy nhất, Kloves nhận xét, "chúng tôi luôn nghĩ nó sẽ là hai bộ phim, nhưng chúng tôi không bao giờ tìm ra cách để chia nó thành hai bộ phim. Vì vậy, nó sẽ là một trải nghiệm khác với cuốn sách. " Columbus khuyên Heyman nên tách Chiếc cốc lửa thành hai bộ phim riêng biệt do độ dài của nó, nhưng Warner Bros. không quan tâm đến ý tưởng này. Newell nhận thấy rằng "có một cách để làm một bộ phim, giống như một bộ phim kinh dị", trong khi "[giữ] đúng với cuốn sách và [giữ] thời lượng." Để chuẩn bị cho bộ phim, Newell đã xem những "phim kinh dị hoang tưởng" chẳng hạn như North by Northwest (1959), The Parallax View (1974) và Three Days of the Condor (1975).

### Trang phục và thiết kế trường quay
Nhà thiết kế trang phục Jany Temime trở lại với tư cách là nhà thiết kế trang phục cho Chiếc cốc lửa.:39 Temime may đồng phục Beauxbatons bằng lụa màu xanh lam của Pháp,:13 nổi bật so với màu sắc không có của các trường khác. Vải của đồng phục "bám vào hình dáng của chúng, trái ngược hoàn toàn với đồng phục hạn chế mà các nữ sinh Hogwarts mặc." Chiếc mũ được thiết kế bởi nhà điều chế Philip Treacy. Đồng phục Durmstrang được làm bằng len dày,:13 với áo choàng đỏ thẫm cùng mũ lông và áo choàng. Temime lấy cảm hứng từ Habsburg và văn hóa dân gian Nga. Đối với Dạ vũ Giáng sinh, Temime đã tạo ra hơn 300 bộ trang phục. Chiếc váy của Hermione, mất ba tháng để thực hiện, được thiết kế để trở thành "chiếc váy cổ tích", cân bằng giữa "sự ngọt ngào và quyến rũ" và giữ cho nó"rất thận trọng", để nó "hơi sexy" trong khi vẫn phù hợp với một thiếu niên. Áo khoác của Moody được lấy cảm hứng từ món mì spaghetti của người phương Tây, với một nhóm nghiên cứu đã dành một tuần để "làm già và chăm sóc chiếc áo khoác để nó có giá trị mặc suốt đời."
Như trong phần trước, Stuart Craig và Stephenie McMillan lần lượt là nhà thiết kế sản xuất và thiết kế trang trí. Do phạm vi của bộ phim, đã có nhiều bộ mới và sự biến đổi của các bộ cũ được tạo ra. McMillan rất hào hứng với việc thiết kế lại Đại sảnh đường cho những cảnh liên quan đến Yule Ball. Như cuốn tiểu thuyết mô tả nó giống như một cung điện băng, họ quyết định làm "trần nhà ma thuật từ băng", bao phủ các bức tường bằng bạc phản chiếu và "trang điểm bằng bạc hoặc băng giá" cho các đồ trang trí. McMillan và người đồng nghiệp trang trí bối cảnh Lee Sandales cũng tạo ra "tác phẩm điêu khắc băng kỳ diệu, đồ uống có đá và đồ ăn đóng băng".:15–16 Mỗi nhiệm vụ của Giải đấu Tam Pháp thuật đều yêu cầu những trang bị lớn. Mỏ đá được đặt cho nhiệm vụ đầu tiên, nơi Harry đối mặt với Rồng Đuôi Gai Hungary, được xây dựng thành hai phần tại Leavesden Studios. Craig gọi nó là "một trong những bộ lớn nhất mà chúng tôi từng xây dựng cho bất kỳ bộ phim nào.":9 Đối với nhiệm vụ thứ hai, liên quan đến các cảnh quay dưới nước của bộ phim, đoàn làm phim đã thiết kế và chế tạo một bể chứa màn hình xanh có kích thước 20 feet (6 m) sâu 60 feet (18 m) vuông,:11 chứa "khoảng nửa triệu gallon nước." Đây là bể quay phim dưới nước lớn nhất ở châu Âu. Đối với nhiệm vụ cuối cùng, diễn ra trong mê cung, các bức tường hàng rào cao từ 20 đến 40 feet (6–12 m) đã được xây dựng và tăng cường bằng hình ảnh do máy tính tạo ra.

### Quay phim
Quay phim chính chính thức bắt đầu vào ngày 4 tháng 5 năm 2004, mặc dù việc quay phim với dàn diễn viên chính chỉ bắt đầu cho đến ngày 25 tháng 6 năm 2004 tại Leavesden Studios ở Anh, và kết thúc vào tháng 3 năm 2005.:9
Khu vực địa phương xung quanh Leavesden Studios được sử dụng làm địa điểm tổ chức Cúp thế giới Quidditch, được quay ở Ivinghoe Beacon, và Ashridge Wood, trong khi vách đá nơi các nhân vật hạ cánh bằng Portkey nằm ở Công viên Quốc gia Seven Sisters ở Seaford, Đông Sussex. Dây Kirby được sử dụng để treo các diễn viên trên không trong cảnh hạ cánh.
Các phần của Hogwarts được quay tại Đại học Oxford . Cuộc đối đầu của Harry với Malfoy, người sau này bị Moody biến thành một con chồn sương, được quay tại khu vực sân tứ giác của New College Cloister. Trường học Divinity là căn phòng nơi McGonagall dạy các học sinh Gryffindor cách nhảy cho Quả bóng Yule, cũng đã được sử dụng làm bệnh xá của Hogwarts trong các phần phim trước. Cảnh Yule Ball được quay vào tháng 12 năm 2004. Các cảnh bên Hồ Hogwarts được quay tại Hồ nước Virginia ở Surrey.
Khu rừng nơi Hagrid cho Harry xem những con rồng được lấy bối cảnh ở Công viên Đen , bên cạnh Pinewood Studios, trong khi nhiệm vụ đầu tiên của Giải đấu Tam Pháp Thuật được quay tại Thác Steall ở Glen Nevis và Hẻm núi Đá Đen. Đối với nhiệm vụ thứ hai, lấy bối cảnh ở Hồ Đen, các nhà làm phim đã thử một kỹ thuật gọi là khô để ướt, nơi các diễn viên bị treo và gió thổi vào họ để mô phỏng việc ở dưới nước, nhưng nhận thấy "mái tóc không hề gợn sóng một cách thuyết phục." Phân cảnh sau đó được quay trong một bể lớn dưới nước, và các diễn viên tham gi  các bài học lặn biển trong quá trình chuẩn bị, dưới sự giám sát của điều phối viên đóng thế Greg Powell. Radcliffe đã trải qua sáu tháng đào tạo cho cảnh quay và dành hơn 40 giờ dưới nước trong ba tuần quay phim.:11

### Âm nhạc
John Williams, người soạn nhạc cho ba phim Harry Potter đầu tiên, không thể quay lại phần thứ tư do lịch trình bận rộn. Patrick Doyle, người đã làm việc với Newell trong Into the West và Donnie Brasco , thay thế anh ấy với tư cách là nhà soạn nhạc. Yêu cầu ban đầu là Doyle sẽ làm việc với tài liệu của Williams, nhưng cuối cùng chỉ có "Hedwig's Theme", bản nhạc chính của loạt phim, được giữ lại từ các điểm trước đó. Ca sĩ chính của Pulp Jarvis Cocker, người thậm chí còn được cho là đã ghi điểm cho bộ phim, là một trong những nhạc sĩ được Doyle mời, người mà anh ấy đã làm việc cùngNhạc phim Great Expectations , để viết một bài hát cho ban nhạc rock phù thủy. Khi Doyle chọn sáng tác của Cocker, anh và các nhạc sĩ người Anh khác như Jonny Greenwood và Philip Selway của Radiohead đã được chọn để chơi ban nhạc hư cấu , cả hai đều biểu diễn các bài hát cho nhạc phim và đóng vai khách mời trong phim.

## Những điểm khác so với sách

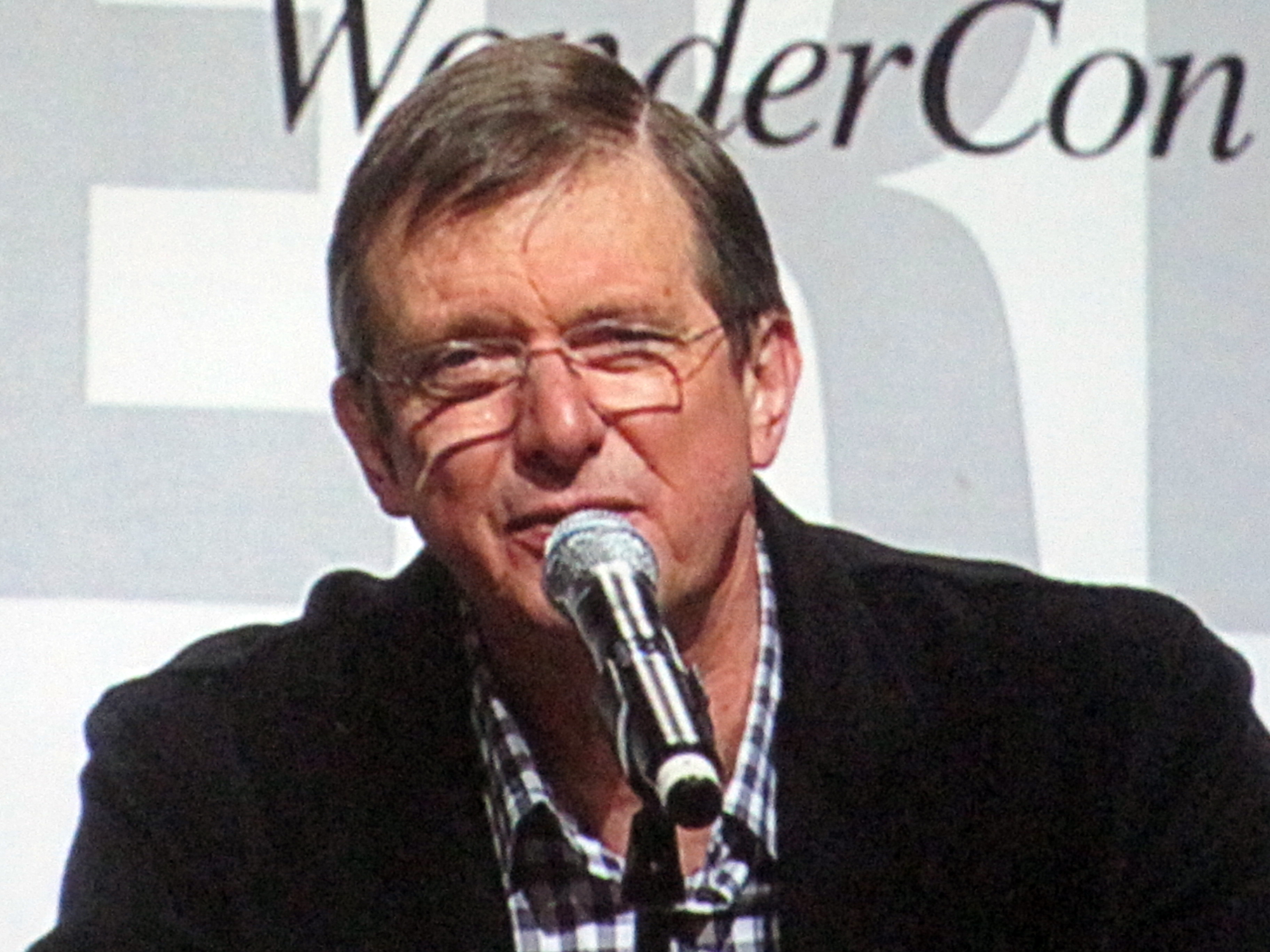
Đạo diễn Mike Newell đã mô tả cuốn sách "lớn như một viên gạch nhà".

Với tiểu thuyết Chiếc cốc lửa có độ dài gần gấp đôi so với Tên tù nhân ngục Azkaban, các nhà biên kịch và nhà sản xuất đã giảm bớt một số cảnh và khái niệm nhất định để thực hiện chuyển đổi từ trang này sang màn ảnh khác. Đạo diễn Mike Newell mô tả vấn đề này giống như một trong những "việc nén một cuốn sách khổng lồ vào la bàn của một bộ phim". Điều này đạt được bằng cách "gạt sang một bên" tất cả các thành phần của cuốn tiểu thuyết không liên quan trực tiếp đến Harry và cuộc hành trình của anh ấy.
Chiếc cốc lửa là bộ phim chuyển thể đầu tiên không bắt đầu tại Privet Drive; sau cảnh mở đầu, Harry thức dậy tại Hang Sóc vào buổi sáng của World Cup Quidditch.
Trận đấu tại Quidditch World Cup đã bị loại bỏ vì lý do thời gian, để lại một bước nhảy đột ngột về thời gian mà một số người đánh giá cho là vụng về hoặc "vội vàng". Trong sách, Harry và nhà Weasley cổ vũ đội Ireland, còn trong phim Harry và Ron ủng hộ đội Bulgaria. Tuy nhiên, cả hai đều ngưỡng mộ tầm thủ người Bulgaria Viktor Krum.
Các cảnh khác được rút ngắn và hợp nhất để chỉ bao gồm các chi tiết cốt truyện quan trọng nhất. Ví dụ, ba phiên tòa của Tử thần Thực tử mà Harry chứng kiến trong Chậu Tưởng ký được hợp nhất thành một chuỗi. Các nhân vật của Bill Weasley, Charlie Weasley, Ludo Bagman, Winky, Narcissa Malfoy và Bertha Jorkins đều vắng mặt, cũng như Dobby, người được cho là đã giúp Harry lấy Cỏ Mang cá cho nhiệm vụ thứ hai. Thay cho Dobby, cảnh này đã được thay đổi để liên quan đến Neville Longbottom. Không có cảnh xe lửa nào ở cuối nơi Rita Skeeter được tiết lộ là một Hóa thú sư bất hợp pháp, không đăng ký. Harry không bao giờ được nhìn thấy nhận hoặc cho đi 1.000 galleons tiền thưởng. Tất cả lời thoại của Sirius Black được cô đọng trong một cuộc trò chuyện bên ngọn lửa duy nhất. Cảnh Crouch Jr bị đưa trở lại Azkaban khác với trong sách, trong đó hắn bị "hôn" bởi một Giám ngục do Cornelius Fudge triệu hồi. Cũng không có cuộc trò chuyện nào mà Fudge từ chối tin rằng Voldemort đã trở lại, để điều này được giải thích trong phần phim tiếp theo.

## Phát hành

### Tiếp thị
Một cái nhìn đầu tiên độc quyền đã được chiếu trên ABC trong buổi ra mắt truyền hình của Harry Potter và Phòng chứa bí mật vào ngày 7 tháng 5 năm 2005. Đoạn giới thiệu đầu tiên được phát hành trực tuyến vào ngày 8 tháng 5 năm 2005. Đoạn giới thiệu quốc tế ra mắt trực tuyến trên Ngày 23 tháng 8 năm 2005.
Chuyển thể trò chơi điện tử, được thiết kế bởi EA UK, được phát hành vào ngày 8 tháng 11 năm 2005. Mattel đã phát hành một dòng các nhân vật hành động và đồ tạo tác dựa trên bộ phim. Trong số này có ấn bản đầu tiên của Harry Potter Scene It? chứa hơn 1.000 câu hỏi liên quan đến bốn bộ phim.

### Chiếu rạp
Chiếc cốc lửa là phần phim đầu tiên trong loạt phim được BBFC xếp hạng 12A vì chủ đề đen tối, bạo lực giả tưởng, mối đe dọa và hình ảnh đáng sợ. Tại Hoa Kỳ, nó nhận được xếp hạng PG-13 bởi MPAA cho "chuỗi cảnh bạo lực giả tưởng và hình ảnh đáng sợ". Tại Úc, ACB xếp nó là M (Mature) vì "chủ đề đen tối vừa phải, bạo lực giả tưởng vừa phải".
Chiếc cốc lửa là bộ phim thứ hai trong loạt phim được phát hành đồng thời tại các rạp chiếu thông thường và IMAX. Được mệnh danh là Harry Potter và Chiếc cốc lửa: Trải nghiệm IMAX, nó được làm lại bằng kỹ thuật số cho IMAX từ dạng 35mm để tham gia vào "chiến lược tăng trưởng thương mại" được thiết lập giữa IMAX và Warner Bros.
Bộ phim được phát hành ở hầu hết các quốc gia trong khoảng thời gian hai tuần bắt đầu từ ngày 18 tháng 11 năm 2005 tại Vương quốc Anh và Hoa Kỳ, với bản phát hành ngày 1 tháng 12 năm 2005 tại Úc. Tại Hoa Kỳ, bộ phim đã chiếu tại tối đa 3.858 rạp chiếu phim bao gồm một số địa điểm IMAX.
Buổi ra mắt thế giới diễn ra tại London, Anh vào ngày 6 tháng 11 năm 2005. Một trong những điểm đặc sắc của buổi ra mắt là bộ phim hoạt hình Hungarian Horntail phun lửa. Con rồng dài 40 feet, được sử dụng trong cảnh Hagrid dẫn Harry vào rừng vào ban đêm trước nhiệm vụ đầu tiên, được thiết kế và xây dựng bởi giám sát hiệu ứng đặc biệt John Richardson và giám sát hiệu ứng sinh vật / trang điểm Nick Dudman.

### Phương tiện tại gia
Bộ phim đã được phát hành trên DVD ở Bắc Mỹ vào ngày 7 tháng 3 năm 2006. Nó có sẵn trong các phiên bản một và hai đĩa, cũng như một phần của bộ hộp 8 đĩa bao gồm tất cả bốn bộ phim vào thời điểm đó. Đĩa thưởng có ba trò chơi tương tác, cũng như bảy trò chơi hấp dẫn ở hậu trường. Nó cũng được phát hành ở định dạng UMD cho PSP.
Một bản phát hành VHS đã xảy ra ít nhất ở New Zealand, Phần Lan và Nhật Bản, với tỷ lệ khung hình toàn màn hình.
Vào ngày đầu tiên phát hành tại Bắc Mỹ, hơn 5 triệu bản đã được bán ra, ghi nhận mức doanh thu cao trong ngày đầu tiên nhượng quyền thương mại. Trong tuần đầu tiên ra mắt, nó đã bán được tổng cộng hơn 9 triệu đơn vị doanh số tổng hợp của cả phiên bản màn hình rộng và toàn màn hình của DVD.
Ấn bản Vương quốc Anh được phát hành trên DVD vào ngày 20 tháng 3 năm 2006 và trở thành DVD Vương quốc Anh bán chạy nhất từ trước đến nay, bán được sáu bản mỗi giây vào ngày phát hành. Theo Official Charts Company, DVD đã bán được 1,4 triệu bản trong tuần đầu tiên. Nó cũng có sẵn ở dạng ép hai đĩa với các tính năng đặc biệt tương tự như phiên bản Bắc Mỹ.
Bộ phim giữ kỷ lục Guinness thế giới là đĩa DVD bán chạy nhất mọi thời đại. Thành tích này đã được thêm vào ấn bản sách năm 2007 của Kỷ lục Guinness Thế giới, trong đó có hình ảnh về giải thưởng được trao cho Daniel Radcliffe trên trường quay Hội Phượng hoàng đặt tại Leavesden Film Studios vào tháng 4 năm 2006.
Tại Hoa Kỳ, năm bộ phim đầu tiên đã được phát hành trên đĩa HD DVD và Blu-ray vào ngày 11 tháng 12 năm 2007. Kể từ đó, chiếc cốc lửa đã trở nên có sẵn trong nhiều bộ hộp chứa các bộ phim đã phát hành khác, bao gồm cả Harry Potter: Complete 8-Film Collection and Harry Potter Wizard's Collection. Phiên bản cuối cùng của Chiếc cốc lửa được phát hành vào ngày 19 tháng 10 năm 2010, bao gồm cảnh hậu trường, đoạn giới thiệu, cảnh bị xóa và một phần đặc biệt có thời lượng dài Creating the World of Harry Potter Part 4: Sound & Music. Mặc dù không được bao gồm trong Ultimate Edition, một phiên bản mở rộng đã được trình chiếu trong một số buổi phát sóng truyền hình nhất định với khoảng mười phút cảnh quay bổ sung.

### Tại Việt Nam
Tại Việt Nam phim được trình chiếu lần đầu trên kênh HTV3 vào ngày 14 tháng 2 năm 2014 với phiên bản lồng tiếng Việt. Năm 2021, phim được chiếu vào ngày 25 tháng 12 với phiên bản thuyết minh tiếng Việt trên kênh Cartoon Network. Phim được CGV Cinemas Vietnam tái khởi chiếu từ ngày 4 tháng 11 năm 2022.

## Đón nhận

### Phòng vé
Sau ngày mở màn với 40 triệu đô la tại phòng vé Bắc Mỹ và giữ vị trí số 1 trong ba tuần, Chiếc cốc lửa đã có 20 tuần thành công tại các rạp chiếu phim, kết thúc vào ngày 6 tháng 4 năm 2006. Bộ phim đã lập nhiều kỷ lục, bao gồm cả cao nhất cuối tuần công chiếu ngoài tháng 5 ở Mỹ, và kiếm được 14,9 triệu bảng Anh trong tuần đầu công chiếu ở Anh, kỷ lục đã bị đánh bại bởi bộ phim Quantum of Solace năm 2008 của James Bond, thu về 15,4 triệu bảng Anh. Chiếc cốc lửa đã thu về 102,7 triệu đô la cho tuần mở màn tại phòng vé Bắc Mỹ, thiết lập mức cao mở đầu mới cho loạt phim và cũng đạt doanh thu cuối tuần cao nhất vào tháng 11, sau đó bị vượt qua bởi The Twilight Saga: New Moon vào năm 2009. Bộ phim cũng đạt được doanh thu cuối tuần mở màn lớn nhất đối với một bộ phim của Warner Bros., giữ kỷ lục này trong ba năm cho đến khi phát hành The Dark Knight vào tháng 7 năm 2008. Nó bán được khoảng nhiều vé như Hòn đá Phù thủy đã làm được trong tuần khai mạc. Kỷ lục nhượng quyền thương mại của bộ phim sau đó đã bị vượt qua vào năm 2010 bởi Bảo bối tử thần – Phần 1, với doanh thu 125 triệu đô la; Bảo bối tử thần – Phần 2 tiếp theo với 169,1 triệu USD trong tuần đầu công chiếu. Sự ra mắt của Chiếc cốc lửa đánh dấu 100 triệu đô la cuối tuần thứ tư trong lịch sử và tính đến tháng 7 năm 2011, đây là ngày mở cửa cuối tuần lớn thứ 17 từ trước đến nay. Tại Trung Quốc đại lục, bộ phim đã thu về 93 triệu nhân dân tệ.
Chiếc cốc lửa kiếm được gần 897 triệu đô la Mỹ trên toàn thế giới, trở thành bộ phim phát hành trên toàn thế giới và quốc tế có doanh thu cao nhất năm 2005.
Chỉ tính riêng tại các rạp IMAX, bộ phim đã thu về tổng cộng 20.033.758 đô la Mỹ trên toàn thế giới với mức trung bình tích lũy trên mỗi màn hình là 188.998 đô la, do đó đã thiết lập một kỷ lục mới và một cột mốc mới cho bản phát hành IMAX 2-D được làm lại kỹ thuật số.
Vào tháng 1 năm 2006, Chiếc cốc lửa đã vượt qua doanh thu phòng vé của Harry Potter và Phòng chứa bí mật (2002) để trở thành bộ phim có doanh thu cao thứ tám trên toàn thế giới và là bộ phim có doanh thu cao thứ hai trong loạt phim Harry Potter , xếp sau Hòn đá phù thủy . Tính đến tháng 7 năm 2011, đây là bộ phim Harry Potter có doanh thu cao thứ sáu sau Hòn đá Phù thủy, Hội Phượng hoàng và Hoàng tử lai, Bảo bối tử thần – Phần 1 và Bảo bối tử thần – Phần 2.
Phim đứng thứ ba phòng vé Bắc Mỹ sau Star Wars: Episode III - Revenge of the Sith và The Chronicles of Narnia: The Lion, the Witch and the Wardrobe năm 2005, với 290 triệu USD, mặc dù cả hai phim đều xếp hạng thấp hơn Harry Potter và Chiếc cốc lửa trên toàn thế giới.

### Phê bình
Trên Rotten Tomatoes, phim có đánh giá phê duyệt 88% dựa trên 255 bài phê bình, với điểm đánh giá trung bình là 7,4 / 10. Sự đồng thuận phê bình của trang web cho biết, "Các nhân vật chính đang trưởng thành và các nhà làm phim cũng đang cải thiện kỹ năng của họ; các hiệu ứng đặc biệt sống động và màn trình diễn đảm bảo bổ sung cho những gì phức tạp nhất trong các bộ phim Harry Potter. Trên Metacritic, bộ phim có điểm trung bình có trọng số là 81 trên 100, dựa trên 38 nhà phê bình, cho thấy "sự hoan nghênh toàn cầu". Khán giả được CinemaScore khảo sát đã cho điểm trung bình của phim là "A" trên thang điểm từ A+ đến F.
Tờ New York Daily News ca ngợi bộ phim về cả tính hài hước lẫn tông màu u ám của nó. Các diễn viên trẻ được khen ngợi vì đã thể hiện "nhiều cảm xúc tinh tế hơn", đặc biệt là Daniel Radcliffe, người mà Variety mô tả là mang đến một "màn trình diễn nhiều chiều và sắc thái". Dàn diễn viên mới cũng được khen ngợi: Vai diễn Moody Mắt Điên của Brendan Gleeson được mô tả là "đầy màu sắc"; Các cảnh của Miranda Richardson trong vai Rita Skeeter được mô tả là "tuyệt vời"; và màn hóa thân Chúa tể Voldemort của Ralph Fiennes được mô tả là "nhân vật phản diện siêu phàm".
Sự trưởng thành của Harry, Ron và Hermione, cùng những người khác, đã gây ấn tượng với hầu hết các nhà phê bình. Trong khi các nhân vật chính được miêu tả là trẻ em trong các phần phim trước, "họ đã chuyển đổi một cách tinh vi thành thanh thiếu niên (trong Chiếc cốc lửa )" theo một nhà phê bình của USA Today . Desson Thomson của The Washington Post gọi bộ phim là "Có lẽ là bộ phim hấp dẫn nhất trong loạt phim Potter cho đến nay". Joe Morgenstern của The Wall Street Journal nói rằng "Hãng phim, giống như Harry xui xẻo, trôi qua với những màu sắc bay bổng. Bộ phim mới do Mike Newell đạo diễn từ một kịch bản sắc sảo khác của Mr. Kloves, thậm chí còn phong phú và đầy đủ hơn, cũng như tối hơn đáng kể. Thật đáng sợ khi bộ phim này hay".
Những lời chỉ trích tiêu cực bao gồm tốc độ của bộ phim mà The Arizona Republic mô tả là "quá nhiều tập", trong khi CNN.com mô tả bộ phim là "lộn xộn và rời rạc". Một lời chỉ trích khác là nhiều nhân vật phụ không có đủ thời lượng xuất hiện trên màn ảnh. Phim được xếp hạng 36 trong danh sách 50 Phim cấp ba hay nhất của Entertainment Weekly ca ngợi Rowling đã khéo léo pha trộn "hai truyền thống văn học, giả tưởng và tiểu thuyết xuyên không".

### Giải thưởng
Bộ phim đã được đề cử cho Giải thưởng Hàn lâm cho Chỉ đạo nghệ thuật xuất sắc nhất tại Lễ trao giải Oscar lần thứ 78. Tại Lễ trao giải Teen Choice năm 2006, bộ phim đã giành được giải thưởng Phim chính kịch được lựa chọn. Bộ phim đã giành được Giải BAFTA cho Thiết kế sản xuất xuất sắc nhất, trở thành bộ phim Harry Potter đầu tiên giành chiến thắng tại BAFTA.
Tại Lễ trao giải Kids 'Choice năm 2006, bộ phim đã giành được Giải thưởng Blimp cho Phim được yêu thích nhất, trở thành bộ phim Harry Potter duy nhất làm được điều này.

## Vụ kiện tụng
Trong quá trình thực hiện bộ phim, Warner Bros. đã tiếp cận một nhóm dân gian Canada có tên Wyrd Sisters để xin phép sử dụng tên The Weird Sisters cho Ban nhạc Harry Potter của họ. Khi không thể đạt được thỏa thuận, ban nhạc Canada đã đệ đơn kiện trị giá 40 triệu đô la Mỹ chống lại Warner Bros., nhà phân phối bộ phim ở Bắc Mỹ, cũng như các thành viên của ban nhạc trong phim (các thành viên của Radiohead và Pulp, trong số những người khác) vì việc sử dụng sai tên nhóm của họ. (Trong một cảnh đã xóa, họ chỉ đơn giản được giới thiệu là "ban nhạc không cần giới thiệu".) Ban nhạc Canada cũng đưa ra lệnh ngừng phát hành bộ phim tại quốc gia của mình vì bộ phim có màn trình diễn của ban nhạc rock hư cấu có tên giống hệt . Một thẩm phán Ontario đã bác bỏ kiến nghị này, và để tránh gây tranh cãi thêm, Warner Bros. đã cho ban nhạc không có tên trong phim và nhiều sản phẩm có nguồn gốc. Tuy nhiên, nhóm có trụ sở tại Winnipeg vẫn tiếp tục theo đuổi vụ kiện; Ca sĩ chính Kim Baryluk đã tuyên bố trong tuyên bố của mình rằng "người tiêu dùng sẽ cho rằng ban nhạc Canada nhỏ hơn và ít nổi tiếng hơn đang cố gắng lợi dụng danh tiếng của Harry Potter bằng cách sao chép tên của ban nhạc Harry Potter trong khi thực tế thì điều ngược lại là đúng." Lệnh cấm đã bị bác bỏ, và ban nhạc được lệnh phải trả chi phí. Tính đến tháng 3 năm 2010, vụ kiện đã được giải quyết, các chi tiết được niêm phong.